# Монастир Ґомір'є
Монастир Гомір'є (серб. Манастир Гомірје) — монастир Сербської православної церкви в районі Горскі-Котар на території сучасної Хорватії. Є самим західним сербським монастирем.

## Історія
Монастир Гомірье був заснований монахами монастиря Крка в 1600 році коли в районі Горскі-Котар стали з'являтися сербські населені пункти. Рік потому почалося планомірне будівництво. Протягом XVII століття будівлі монастиря були дерев'яними, крім кам'яної спостережної вежі, що її збудував граф Вук Франкопан. Інша така вежа знаходилася на горі Стражник. Таким чином, монастир був залучений в гранічарскую службу і оборону від турків. Монастир був важливим для всього Карловацкого генералата. 13 липня 1657 року місцеві серби уклали договір з хорватським феодалом Юраєм Франкопановим, згідно з яким за 15 000 форинтів купили Гомірье, Врбовско, Моравіц і частину Кам'янсько, частина земель була передана монастирю. 8 березня 1659 року договір підтвердив імператор Леопольд I. У XVIII столітті почалося будівництво кам'яних церков і келій. У 1719 році церква була побудована, а в 1730 році були завершені келії і трапезна. У 1737 році на монастирському кладовищі владика Павлов Ненадовіч, що пізніше став карловацьким митрополитом, освятив каплицю Успення Пресвятої Богородиці. З тих пір на це свято в монастирі проводилося народне зібрання.
У другій половині XVIII століття в монастирі ченцем Симеоном Балтичем була заснована іконописна школа. У 1763 році ним були закінчені роботи над іконостасом монастирської церкви. Ченці монастиря внесли значний внесок у боротьбу з поширенням серед місцевих православних сербів уніатства, чому потурала місцева австрійська влада.
У роки Першої світової війни австрійські власті в монастирі влаштували концтабір для сербських священників, звинувачених за політичними мотивами. Між світовими війнами монастир був оновлений, були покращені бібліотека і ризниця. Під час Другої світової війни, в 1943 році, хорватські усташі спалили монастир і вбили ігумена Феофана Косановіча. Бібліотека та інші цінності були відправлені в Загреб, де знаходяться й понині. Після війни, в 1956 році, була відновлена монастирська церква, а в 1967 році і весь монастирський комплекс.